# ناتالیا میشکوتیونوک
ناتالیا میشکوتیونوک (روسی: Наталья Евгеньевна Мишкутёнок؛ زادهٔ ۱۴ ژوئیهٔ ۱۹۷۰) اسکیت‌باز نمایشی اهل اتحاد جماهیر شوروی سوسیالیستی بود.